# Liste des conseillers départementaux des Yvelines
Pour un article plus général, voir Conseil départemental des Yvelines.
Cet article présente la composition du Conseil départemental des Yvelines ainsi que ses élus à partir de 2015. Pour les élus des mandatures précédentes, voir la liste des conseillers généraux des Yvelines.

## Composition du conseil départemental
| Parti                                | Sigle | Sigle | Élus |
| ------------------------------------ | ----- | ----- | ---- |
| Majorité (42 sièges)                 |       |       |      |
| Union pour un mouvement populaire    |       | LR    | 31   |
| Union des démocrates et indépendants |       | UDI   | 4    |
| Parti chrétien-démocrate             |       | PCD   | 2    |
| Divers droite                        |       | DVD   | 4    |
| Mouvement démocrate                  |       | MoDem | 1    |
| Opposition (0 siège)                 |       |       |      |
| Président du Conseil départemental   |       |       |      |
| Pierre Bédier (UMP)                  |       |       |      |

## Liste des conseillers départementaux
| Canton                             | Conseiller départemental  | Parti | Parti | Autres mandats                                                                |
| ---------------------------------- | ------------------------- | ----- | ----- | ----------------------------------------------------------------------------- |
| Canton d'Aubergenville             | Laurent Richard           |       | LR    | Président de la CC Gally-Mauldre, maire de Maule                              |
| Canton d'Aubergenville             | Pauline Winocour-Lefèvre  |       | LR    | Conseillère municipale de Montfort-l'Amaury                                   |
| Canton de Bonnières-sur-Seine      | Josette Jean              |       | LR    | Maire de Condé-sur-Vesgre                                                     |
| Canton de Bonnières-sur-Seine      | Didier Jouy               |       | LR    | Maire de Freneuse                                                             |
| Canton de Chatou                   | Ghislain Fournier         |       | LR    | 3e adjoint au maire de Chatou                                                 |
| Canton de Chatou                   | Marcelle Gorguès          |       | LR    | Maire du Port-Marly                                                           |
| Canton du Chesnay-Rocquencourt     | Richard Delepierre        |       | MoDem | Maire du Chesnay-Rocquencourt                                                 |
| Canton du Chesnay-Rocquencourt     | Sylvie d'Estève           |       | LR    | Maire-adjointe de La Celle-Saint-Cloud                                        |
| Canton de Conflans-Sainte-Honorine | Catherine Arenou          |       | LR    | Maire de Chanteloup-les-Vignes                                                |
| Canton de Conflans-Sainte-Honorine | Laurent Brosse            |       | LR    | Maire de Conflans-Sainte-Honorine                                             |
| Canton de Houilles                 | Nicole Bristol            |       | LR    | Maire-adjointe de Montesson                                                   |
| Canton de Houilles                 | Alexandre Joly            |       | DVD   | Maire de Houilles                                                             |
| Canton de Limay                    | Cécile Dumoulin           |       | LR    | Maire-adjointe de Mantes-la-Jolie                                             |
| Canton de Limay                    | Guy Muller                |       | LR    | Maire d'Épône                                                                 |
| Canton de Mantes-la-Jolie          | Pierre Bédier             |       | LR    | Président du Conseil départemental, conseiller municipal de Mantes-la-Jolie   |
| Canton de Mantes-la-Jolie          | Marie-Célie Guillaume     |       | UDI   | -                                                                             |
| Canton de Maurepas                 | Alexandra Rosetti         |       | UDI   | Maire de Voisins-le-Bretonneux                                                |
| Canton de Maurepas                 | Yves Vandewalle           |       | LR    | -                                                                             |
| Canton de Montigny-le-Bretonneux   | Michel Laugier            |       | LR    | Président de la CA Saint-Quentin-en-Yvelines, maire de Montigny-le-Bretonneux |
| Canton de Montigny-le-Bretonneux   | Laurence Trochu           |       | LR    | Conseillère municipale de Guyancourt, présidente de Sens commun               |
| Canton des Mureaux                 | Yann Scotte               |       | LR    | Maire de Hardricourt                                                          |
| Canton des Mureaux                 | Cécile Zammit-Popescu     |       | LR    | Maire de Meulan-en-Yvelines                                                   |
| Canton de Plaisir                  | Bertrand Coquard          |       | UDI   | Maire-adjoint des Clayes-sous-Bois                                            |
| Canton de Plaisir                  | Joséphine Kollmannsberger |       | LR    | Maire de Plaisir                                                              |
| Canton de Poissy                   | Karl Olive                |       | LR    | Maire de Poissy                                                               |
| Canton de Poissy                   | Élodie Sornay             |       | LR    | Maire-adjointe d'Achères                                                      |
| Canton de Rambouillet              | Xavier Caris              |       | DVD   | Conseiller municipal de Bullion                                               |
| Canton de Rambouillet              | Clarisse Demont           |       | VIA   | Conseillère municipale de Rambouillet                                         |
| Canton de Saint-Cyr-l'École        | Philippe Benassaya        |       | LR    | Maire de Bois-d'Arcy                                                          |
| Canton de Saint-Cyr-l'École        | Sonia Brau                |       | UDI   | Maire-adjointe de Saint-Cyr-l'École                                           |
| Canton de Saint-Germain-en-Laye    | Élisabeth Guyard          |       | LR    | Maire-adjointe de Fourqueux                                                   |
| Canton de Saint-Germain-en-Laye    | Jean-Noël Amadei          |       | DVD   | Maire-adjoint du Pecq                                                         |
| Canton de Sartrouville             | Pierre Fond               |       | LR    | Maire de Sartrouville                                                         |
| Canton de Sartrouville             | Janick Gehin              |       | LR    | Maire-adjointe de Maisons-Laffitte                                            |
| Canton de Trappes                  | Anne Capiaux              |       | LR    | Maire-adjointe d'Élancourt                                                    |
| Canton de Trappes                  | Jean-Michel Fourgous      |       | LR    | Maire d'Élancourt                                                             |
| Canton de Verneuil-sur-Seine       | Hélène Brioix-Feuchet     |       | LR    | Maire-adjointe de Vernouillet                                                 |
| Canton de Verneuil-sur-Seine       | Jean-François Raynal      |       | LR    | -                                                                             |
| Canton de Versailles-1             | Claire Chagnaud-Forain    |       | LR    | Maire-adjointe de Versailles                                                  |
| Canton de Versailles-1             | Olivier de la Faire       |       | VIA   | Conseiller municipal de Versailles                                            |
| Canton de Versailles-2             | Marie-Hélène Aubert       |       | DVD   | Maire-adjointe de Jouy-en-Josas                                               |
| Canton de Versailles-2             | Olivier Lebrun            |       | LR    | Maire de Viroflay                                                             |

### Évolutions durant le mandat 2015-2021
Canton de Saint-Germain-en-Laye
- Philippe Pivert, maire-adjoint de Saint-Germain-en-Laye et conseiller général de Saint-Germain-Sud (2011 → 2015)  puis départemental de Saint-Germain-en-Laye meurt en août 2016[1] et est remplacé par Jean-Noël Amadéi, maire-adjoint du Pecq[2].

Canton de Rambouillet
- Christine Boutin démissionne en octobre 2017 et est remplacée par sa suppléante, Clarisse Demont[3].
- Georges Bénizé, ancien maire de Rochefort-en-Yvelines (1995 → 2014) meurt en aout 2018 et est remplacé par Xavier Caris, conseiller municipal de Bullion[4],[5].